# Xã Johnson, Quận Ripley, Missouri
Xã Johnson (tiếng Anh: Johnson Township) là một xã thuộc quận Ripley, tiểu bang Missouri, Hoa Kỳ. Năm 2010, dân số của xã này là 549 người.